# Drama Centre London
Das Drama Centre London, kurz Drama Centre, ist eine Schauspielschule im Londoner Stadtbezirk Clerkenwell. Sie ist Teil des Central Saint Martins College of Art and Design der University of the Arts London.
Die Schule wurde 1963 von abtrünnigen Lehrern und Studenten der Central School of Speech and Drama gegründet. Grund für die Abspaltung war der Wunsch, das Stanislawski-System und das darauf aufbauende Method Acting sowie die Laban-Bewegungsstudien im Unterricht einzusetzen.
Seit 1999 ist sie Bestandteil des Central Saint Martins College of Art and Design mit Kursen für Schauspiel und Regie. 

## Bekannte Absolventen
| - James Aubrey (1947–2010) - Paul Bettany (* 1971) - Russell Brand (* 1975) - Pierce Brosnan (* 1953) - Milanka Brooks (* 1983) - Santiago Cabrera (* 1978) - Simon Callow (* 1949) - Gemma Chan (* 1982) - Gwendoline Christie (* 1978) - Emilia Clarke (* 1986) - Oliver Cotton (* 1944) - Maryam d’Abo (* 1960) - Frances de la Tour (* 1944) - Roma Downey (* 1960) | - Alexander Dreymon (* 1983) - Anne-Marie Duff (* 1970) - John Duttine (* 1949) - Luke Evans (* 1979) - Michael Fassbender (* 1977) - Guy Flanagan (* 1980) - Colin Firth (* 1960) - Tara Fitzgerald (* 1967) - Peter Gadiot (* 1986) - Tom Hardy (* 1977) - Edward Holcroft (* 1987) - Bradley James (* 1983) - Geraldine James (* 1950) - Jon Lord (1941–2012) | - Eimear McBride (* 1976) - Helen McCrory (1968–2021) - Jaime Murray (* 1976) - Damien Molony (* 1984) - Adrian Noble (* 1950) - Regé-Jean Page (* 1990) - Andrew Pleavin (* 1968) - Patricia Quinn (* 1944) - Killian Scott (* 1985) - Jack Shepherd (* 1940) - John Simm (* 1970) - Karl Theobald (* 1969) - Don Warrington (* 1951) - Lambert Wilson (* 1958) - Penelope Wilton (* 1946) |